# Особое мнение (телесериал)
«Осо́бое мне́ние» (англ. Minority Report) — американский научно-фантастический телесериал, выходивший в эфир на телеканале Fox с 21 сентября по 30 ноября 2015 года. Сериал был разработан Максом Боренштейном и является продолжением одноимённого фильма 2002 года, который основан на опубликованном в 1956 году рассказе «Особое мнение» Филипа Дика. Шоу спродюсировали компании Amblin Television, Paramount Television и 20th Century Fox Television (кино-отдел которой продюсировал фильм в 2002 году). Сериал стал первым шоу, которое создали на основе фильма Стивена Спилберга.

## Сюжет
Действие сериала происходит в 2065 году в Вашингтоне, округ Колумбия (через одиннадцать лет после событий фильма 2002 года), и рассказывается о «прове» Дэше (Старк Сэндс), который обладает способностью предсказывать преступления. Система Precrime была упразднена в 2054 году, что заставило правоохранительные органы полагаться на новые методы для борьбы с преступностью. До того как Precrime упразднили, Дэш, его брат-близнец Артур (Ник Зано) и их приёмная сестра Агата (Лора Риган) состояли в программе, наделившей их уникальными способностями. Теперь Дэш использует свои способности, чтобы помочь детективу Ларе Вега (Миган Гуд) в предотвращении преступлений, и в то же время пытается сохранить свой дар в тайне, так как существуют те, кто хочет получить «прова» любой ценой, чтобы использовать их способности повторно.

## В ролях

### Основной состав
- Старк Сэндс — Дэшилл «Дэш» Паркер (урожд. Аркадин)
- Миган Гуд — детектив Лара Вега
- Ник Зано — Артур Уотсон (урожд. Аркадин)
- Дэниел Лондон — Норберт «Уолли» Уоллас
- Лора Риган — Агата Лайвли
- Ли Цзюнь Ли — Акила
- Уилмер Вальдеррама — лейтенант Уилл Блейк

### Второстепенный состав
- Тина Лиффорд — Лилли Вега
- Жанэ Холл — Рико Вега
- Дженнифер Чжон — Андромеда
- Арлео Дордар — Тревор Малоуни
- Рид Даймонд — Генри Бломфельд
- Кристофер Хейердал — доктор Лайонел Грей

## Производство
9 сентября 2014 года было объявлено, что телеканал Fox заказал пилотный эпизод телеадаптации фильма «Особое мнение». Макс Боренштейн написал сценарий к серии и стал исполнительным продюсером шоу наряду со Стивеном Спилбергом, Джастином Фалвеем и Дэррилом Фрэнком. Действие сериала происходит 11 лет спустя после событий фильма и фокусируется на мужчине-«прова», который объединяется с женщиной-детективом, чтобы найти предназначение своего дара.
13 февраля 2015 года Дэниел Лондон и Ли Цзюнь Ли получили роли в сериале. 24 февраля 2015 года Лора Риган была взята на роль Агаты Лайвли. В марте 2015 года Старк Сэндс и Миган Гуд получили две главные роли; Сэндс получил роль Дэша, одного из двух мужчин-«прова», а Гуд — Лары Вега, детектива, которую преследует её прошлое, и которая будет работать с Дэшем, чтобы помочь ему найти предназначение его дара. Также было объявлено, что Ли Цзюнь Ли сыграет Акилу техника по месту преступления, Дэниел Лондон повторит свою роль Уолли из оригинального фильма 2002 года, а Уилмер Вальдеррама получил роль детектива. Шоу было официально заказано Fox 8 мая 2015 года. 1 июля 2015 года было объявлено, что Ник Зано получил роль Артура, дизиготного брата-близнеца Дэша. Изначально Сэндс должен был играть роли обоих братьев (ранее планировались гомозиготные братья-близнецы).
9 октября 2015 года заказ первого сезона был сокращён с тринадцати до десяти эпизодов.
13 мая 2016 года Fox официально закрыло сериал.

## Отзывы критиков
На сайте-агрегаторе Rotten Tomatoes сериал имеет 28 % «свежести» со средним рейтингом 5,4 из 10 на основе 61-й рецензий. Критический консенсус сайта гласит: «В отличие от своего широкоэкранного предшественника, сериалу не хватает то ли действия, то ли воображения; „Особое мнение“ — проходное нечто, которому не удалось передать видение фильма». На Metacritic шоу держит 51 балл из ста, что основано на 31-м «смешанном или среднем» отзыве.